# Johan Andersson i Altofta
Johan Andersson (i riksdagen kallad Andersson i Altofta), född 1 juli 1850 i Kärda, död där 11 december 1919, var en svensk lantbrukare och politiker (liberal).
Johan Andersson, som kom från en torparfamilj, var riksdagsledamot i andra kammaren för Jönköpings läns västra valkrets från 1912 till nyvalet 1914 samt från 25 januari 1915 till 1917. Som kandidat för Frisinnade landsföreningen tillhörde han dess riksdagsparti Liberala samlingspartiet. I riksdagen var han suppleant i 1913–1914 års första tillfälliga utskott samt i 1915–1917 års andra tillfälliga utskott.